# Olha Partala
Olha Partala –en ucraniano, Ольга Партала– (6 de febrero de 1980) es una deportista ucraniana que compitió en esgrima, especialista en la modalidad de espada. Ganó dos medallas de bronce en el Campeonato Europeo de Esgrima, en los años 2001 y 2002.

## Palmarés internacional
| Campeonato Europeo | Campeonato Europeo  | Campeonato Europeo | Campeonato Europeo |
| Año                | Lugar               | Medalla            | Prueba             |
| ------------------ | ------------------- | ------------------ | ------------------ |
| 2001               | Coblenza (Alemania) | Medalla de bronce  | Espada por equipos |
| 2002               | Moscú (Rusia)       | Medalla de bronce  | Espada por equipos |